# Janik Haberer
Janik Haberer (Wangen im Allgäu, 2 aprile 1994) è un calciatore tedesco, centrocampista dell'Union Berlino.

## Palmarès

### Nazionale
- Campionato d'Europa Under-21: 1

Polonia 2017